# Ek Mahanayak - Dr. B.R. Ambedkar
Ek Mahanayak - Dr. B.R. Ambedkar es una serie dramática india en idioma hindi producida por Sobo Films. Se estrenó el 17 de diciembre de 2019 en And TV con Ayudh Bhanushali como Bhimrao, de cinco años. En 2021, la historia avanzó durante varios años y Atharva Karve fue presentado como el joven B.R. Ambedkar.

## Reparto

### Personajes principales
- Aayudh Bhanushali como Ambedkar/Bhimrao/Bheem, de cinco años
- Atharva Karve como adulto/joven Bhimrao Ambedkar[4]
- Prasad Jawade como Bhimrao Ramji Ambedkar

### Personajes secundarios
- Jagannath Nivangune como Ramji Maloji Sakpal: el padre de Bhimrao
- Narayani Mahesh Varne como Ramabai Bhimrao Ambedkar
- Neha Joshi como Bhimabai Sakpal: la madre de Bhimrao
- Vikram Dwivedi como Narottam Joshi: el rival de Bhimrao
- Suresh Panwar como Janardan
- Saud Mansuri como Raju Rao: hermano de Bhimrao
- Athar Khan como Aanand Rao: hermano de Bhimrao
- Vanshika Yadav como Manjula: hermana de Bhimrao
- Sapna Devalkar como Ganga: hermana de Bhimrao
- Atul Patil como Shishupal
- Ratnakar Nadkarni como Sarwagya Maharaj en hindi, Barbari Garu en canarés, Swami Maharaj en tamil: antagonista principal
- Falguni Dave como Mira: la tía paterna de Bhimrao
- Amit Pandey como Purushottam
- Naman Arora como Mahesh (Jija ji de Bheem y marido de Manjula)
- Parma Gutte como aldeano
- Ashif Syed como aldeano
- Tarlok Singh
- Krishna Kant Singh Bundela como Tantrik
- Chakramani Mishra como Joku

## Producción

### Casting
En julio de 2021 se anunció que la serie daría un salto. Atharva Karve y Narayani Mahesh Varne fueron presentados como el Dr. B.R. Ambedkar y Ramabai Bhimrao Ambedkar respectivamente.